# Europtron confusum
Europtron confusum är en skalbaggsart som beskrevs av Sylvain Auguste de Marseul 1878. Europtron confusum ingår i släktet Europtron och familjen Melolonthidae. Inga underarter finns listade i Catalogue of Life.